# Rodney Robert Porter
Rodney Robert Porter CH, FRS FRSE (8. oktober 1917 – 6. september 1985) var en britisk biokemiker. Han modtog Nobelprisen i fysiologi eller medicin i 1972 samt Royal Medal i 1973 og Copleymedaljen i 1983.